# GIGABYTE
GIGABYTE（ギガバイト、技嘉科技股份有限公司（））は、台湾のパソコン・周辺機器メーカー。
1986年に設立。台湾・新北市に本社を置く。法人市場と民間市場の双方のコンピュータ製品の開発製造を手がけ、世界各国で販売している。
製品については、社内ブランドとしてゲーマー向けの「AORUS GAMING」を有する。

## 概要
マザーボード、ノートパソコンおよびグラフィックカードを主力製品として、PC用ゲーミング機器（マウス・キーボード類）やCPUクーラーなどを開発・販売している。2017年頃からは、鮮やかなLED機能を搭載したゲーミング向けPC「AORUS（オーラス）」シリーズを、また2019年にはクリエイター向けノートブランド「AERO（エアロ）」から、世界初の有機ELノートPCを、日本を含む世界に向けて販売している。

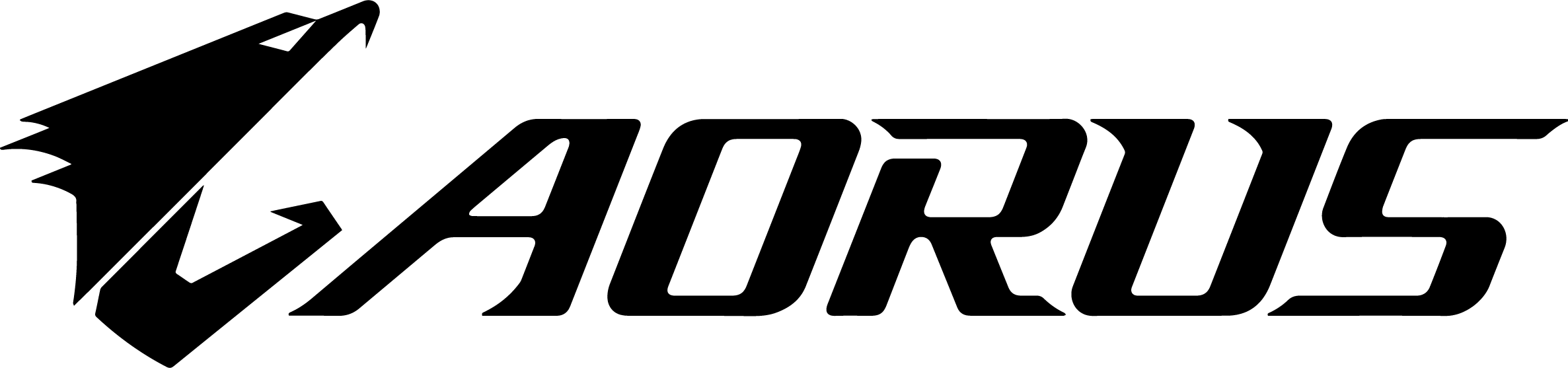
AORUSロゴ

## 製品

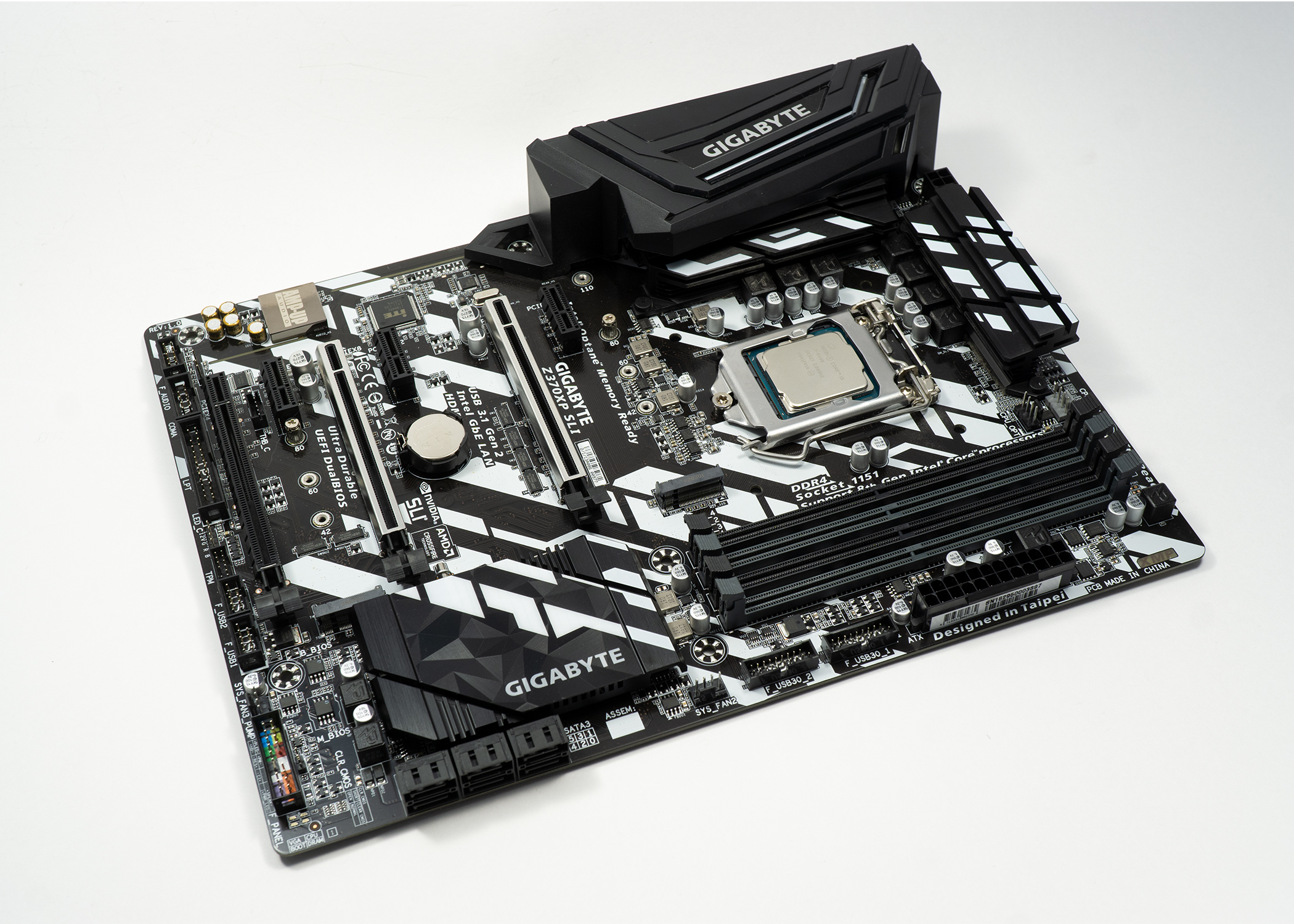
Intel Z370チップセット搭載ATXマザーボード

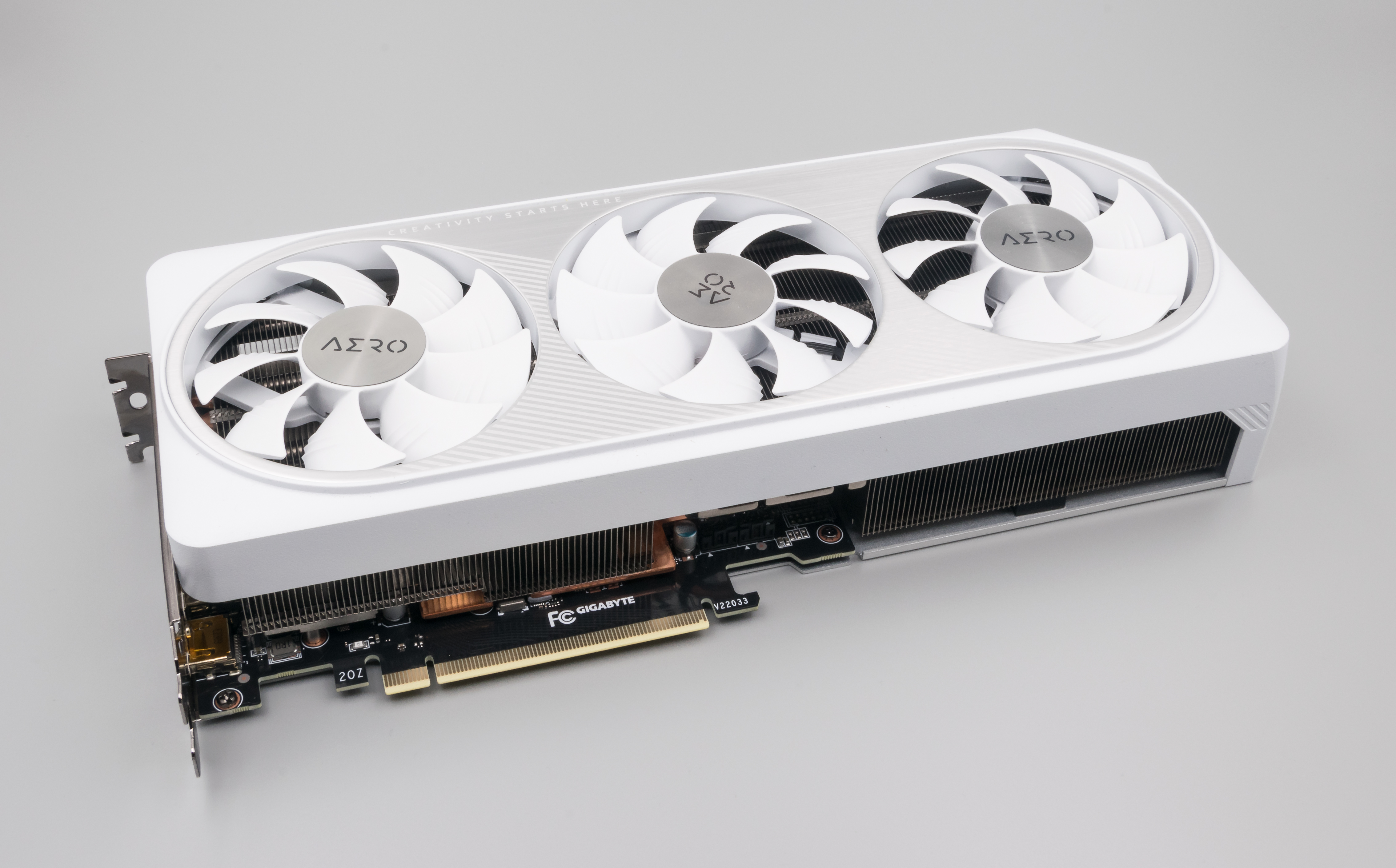
GeForce RTX 4070搭載のグラフィックカード

マザーボード
日本ではASUS、ASRock、MSIに次いで4位のシェアを持つ。
BCNの調べでは2003年から2005年にかけてトップシェアの座にあったが、2010年以降ASUSの後塵を拝するようになり、2015年には取り扱う代理店の数の減少によりシェア低下へと転じた。
海外ではASUSに次いで第2位のシェアを持つ。
また、富士通などのパソコン・サーバ用マザーボードのOEM生産も行っている。
2016年2月より、マザーボード業界初の購入6か月以内のソケットピン折れ保証付き製品を販売している。
グラフィックカード
日本ではMSI、ASUS、玄人志向に次いで4位のシェアを持つ。
AMD、NVIDIAのGPUを採用するグラフィックカードを製造している。
冷却と耐久性を重視した設計を特長として挙げており、冷却ではWINDFORCEクーリングシステムと名付けられたクーラーを採用し、オーバークロックや高負荷時にも十分な冷却性能を提供している。
また、耐久性については、Ultra Durable VGAと名付けられた独自のコンポーネント基準を定めており、高品質のコンデンサーなどのコンポーネントを採用してパーツの寿命や耐久性を向上させた製品の提供を行っている。
ノートパソコン
プロeスポーツブランドであるAORUSノートで市場参入を果たし、その後プロのクリエイターをターゲットにした「AERO」シリーズも投入した。日本のクリエイターからの評価も高く、ハイエンドノートパソコン市場では、高いシェアを誇っている。
液晶ディスプレイ
2019年からは液晶ディスプレイの販売にも力を入れている。特にゲーマー向けの製品を手掛けており、高リフレッシュレート、HDRサポート、QHDや4Kといった高解像度パネルの採用、ゲーマー向け機能を搭載する液晶ディスプレイ製品を提供している。特にゲーミングブランドのAORUSでは、アクティブノイズキャンセリングマイクや、HiFiサウンドをサポートするハイエンドDACを搭載するなど、付加価値の高い製品が提供されている。
電源(PSU)

キーボード

マウス

CPUクーラー

## AORUS4U.com
GIGABYTE製品の購入特典キャンペーンやAORUS4U会員限定オリジナルグッズのプレゼント情報など、店頭では取り扱っていない製品情報を掲載している情報サイト。自作パソコンや周辺機器の選び方など初心者向けのコラム記事を掲載している。

## ギガバイ子
日本でのイメージキャラクターは瑠沢るかがデザインしたギガバイ子。台湾名は技嘉仙子と表記する。
最初はGIGABYTEがパソコンパーツを販売するショップからユーザーに配布する小冊子のキャラクターとして誕生した。
この小冊子はキルタイムコミュニケーションのPC-DIY編集部が編集業務を受注。そこで自作パソコン雑誌のPC-DIYに漫画を連載していた「るかぽん」こと瑠沢るかが編集部に持ち込んだアイデアからはじまった。最初はギガバイ子の他にギガボーイが提案されたがこちらはPC-DIY編集部にて却下となった。
製品パッケージやブログなどで展開していたが、2011年1月にRMAセンターの移転およびショールームが閉じられて以降、ブログは更新を停止し主だった活動もほとんどなくなっている。
2014年ギガバイ子登場10周年にネットで「ギガバイト子 2014総選挙 あなたのお気に入りの動画に投票しようっ!!」キャンペーンや、フルカラーイラストと漫画集の「ギガバイ子10周年記念本　電脳仙女」がオリオスペックから発行された。
その後、クリエイターズスタンプや、キャンペーンの景品として用いられるようになっている。